# Glaner Bach
Der Glaner Bach ist ein Bach zwischen Bad Iburg (Ortsteil Glane) und Glandorf.

## Name
Der Name kommt vom Ort der Entstehung, dem Ortsteil „Glane“ in Bad Iburg.

## Verlauf
Der Glaner Bach einspringt im Naturraum des Teutoburger Waldes, des südlichen Osnabrücker Landes und des nordöstlichen Münsterlandes. Sie bildet sich im Staatsforst Palsterkamp aus den zusammenfließenden Quellbächen: Die vom Urberg (Berg) kommenden Sunderbach und Urberg, der vom Dörenberg kommende Dörenberg, der vom Limberg (Teutoburger Wald) kommende Limberg, die vom Freeden (Berg) kommenden Freedenbach und Freeden, der Kolbach und der Glasbach. Der letzte Zusammenfluss von Kolbach (334611) und Freedenbach (334612) in Glane (Bad Iburg) lässt den Glaner Bach (334613) entstehen. Als Glaner Bach durchzieht er den Stadtteil Glane von Bad Iburg, entlang der Burg Scheventorf und der Schleppenburg um dann etwa sechs Kilometer, fast parallel zur B 51 nach Glandorf zu gelangen. Das kleine Fließgewässer betrieb drei Mühlen: Mühle der Freundschaft, Dallmühle, Merschmühle.

### Wasserteilung von Glandorf
1981 wurde nordöstlich von Glandorf (52° 6′ 12,4″ N, 8° 1′ 5,6″ O) eine Wasserteilung installiert:
- Zwei Zuflüsse = Remseder Bach (31823) und Glaner Bach (334613)
- Drei Abflüsse =  Wipsenbach (334615 rechts), Alter Glaner Bach (334616 Mitte) und der Linksseitige Talgraben (31831 links)

Der Glaner Bach und der Remseder Bach entwässern über Düker den Alten Glaner Bach und mit jeweils einem Überlauf in den Wipsenbach und den Linksseitigen Talgraben, auch Neue Umflut genannt. Ziel der Wasserteilung ist, dass dem langsam fließenden Glaner Bach nur eine bestimmte Menge Wasser zugeführt wird. Das Mehr an Wasser, das im Frühjahr immer den Bach über die Ufer treten ließ, wird über die Neue Umflut nach Harkotten (Füchtorf) in die schneller fließende Bever und in den Wipsenbach entwässert. Zuvor bestand eine Schleusenverbindung weiter unterhalb des Flusses, zwischen dem Hof „Kleine Brockmann“ und dem Gut Bollen bei Sudendorf. Der Alte Glaner Bach (334616) fließt dann östlich von Glandorf 0,57 km, das er zuvor durchflossen hat, weiter. Der Wipsenbach fließt dem Alten Glaner Bach wieder zu und bildet mit diesem den Oedingberger Bach.

## Verlauf nach Toponomastik und Hydronymen
Nach dem Namenforscher Hermann Jellinghaus soll das Flusssystem
| Glaner Bach => Oedingberger Bach => Aa => Eltingmühlenbach => Glane |

ursprünglich im gesamten Verlauf Glane genannt worden sein. Dies belegt er durch die Namensgebung:
- Glane, der Quellort in Bad Iburg

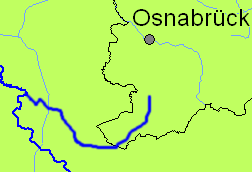
Historischer Verlauf nach Jellinghaus

- Glandorf, der Name rührt von der Bezeichnung Glanathorpe (d. h. Ansiedlung an der Glane her, im Jahre 1070 n. Chr. erstmals urkundlich erwähnt). Heute wird der Fluss dort Glaner Bach genannt.
- Schmedehausen wird heute auch noch als Glanedorf bezeichnet[4], obwohl der Fluss dort als Eltingmühlenbach bekannt ist. Schulze Elting betrieb dort eine Zollstation mit einer Mühle.
- Glane, der Name des Flusses vom Zufluss des Ladberger Mühlenbaches bis zu seiner Mündung in die Ems.

Im Laufe der Zeit haben sich am Fluss lokale Bezeichnungen durchgesetzt. Als Mitte des 19. Jahrhunderts die Gegend kartografisch zum ersten Mal erfasst wurde, kam erschwerend hinzu, dass die Glane, damals wie heute, durch unterschiedliche Territorien ihren Verlauf nimmt. Der Oberlauf wurde vom Königreich Hannover erfasst, während der Unterlauf in der Provinz Westfalen des Königreich Preußens liegt. Damit wurden geographische Bestimmungen festgeschrieben.
Das Hydronym ist etymologisch nicht zweifelsfrei geklärt. Es könnte sich vom keltischen Wort glana (d. h. rein, hell, klar, fließend) ableiten, ähnlich der französischen Glane, schweizerischen Glâne oder der österreichischen Glan; zudem war „Glan“ Bestandteil des Namens des keltischen Wassergottes Glanus oder Glanos. Sandflüsse haben wegen der filtrierenden Wirkung des Sandes zumeist reines Wasser. Anderer Ansicht ist Hermann Jellinghaus.

„Kein Teil des alten Deutschlands zwischen Rhein und Elbe, also grade des Gebietes, in welchem keltische und slawische Ortsnamen bislang nicht nachgewiesen wurden, hat so zahlreiche Dorfnamen, die sich sicherer Deutung widersetzen, wie die Gegend der Ems und ihrer Zuflüsse. …Glane, Kr. Iburg, ursprünglich Teil von Visbeck: Glana, Glano 1088 Glandorf: Glanathorpe 1070. Von dem in die Ems fließenden Bache Glane. Man hat das Wort für keltisch erklärt. Aber dann wäre es nicht so häufig: Glane bei Wildeshausen und bei Gronau, Glanhorst, Kr. Minden, Glanemeier bei Barkhausen, Kr. Wittlage, die Glenne, Kr. Lippstadt, der Glenbach im Deister.“

 Gerade die Häufigkeit des Wortes „Glane“: wie z. B. in Glaner Braut, Glanerbeek hält er für den Beweis germanischen Ursprungs; ein Adjektiv „glan“ bedeutet glänzend, blinkend, das zugehörige Verbum heißt glennen-glänzen oder gliman‑glan‑glunum. So steht die Ableitung nicht einwandfrei fest.